# Evarcha bicoronata
Evarcha bicoronata är en spindelart som först beskrevs av Simon 1901.  Evarcha bicoronata ingår i släktet Evarcha och familjen hoppspindlar. Inga underarter finns listade i Catalogue of Life.